# Росава (Киевская область)
Роса́ва (укр. Роса́ва) — село, входит в Мироновский район Киевской области Украины.
Население по переписи 2001 года составляло 2410 человек. Почтовый индекс — 08835. Телефонный код — 4574. Занимает площадь 60,9 км². Код КОАТУУ — 3222986701.
В селе родился Герой Советского Союза Кондрато́вич Никита Ульянович.

## Местный совет
08835, Київська обл., Миронівський р-н, с.Росава, вул.Леніна,2